# The Walking Dead: Daryl Dixon
The Walking Dead: Daryl Dixon è una serie televisiva statunitense ideata da David Zabel.
È il quinto spin-off a esser prodotto dell'universo di The Walking Dead e il secondo sequel della serie televisiva originale, basata sul fumetto omonimo di Robert Kirkman e Tony Moore.

## Trama
Daryl si ritrova in Francia, senza sapere come ci sia finito. La serie racconta il suo viaggio in una nazione caotica, ma resiliente, mentre tenta di trovare un modo per ritornare a casa; un desiderio che diviene più complicato a seguito dei rapporti che instaurerà.

## Episodi
| Stagione         | Episodi | Prima TV USA | Prima TV Italia |
| ---------------- | ------- | ------------ | --------------- |
| Prima stagione   | 6       | 2023         | 2025            |
| Seconda stagione | 6       | 2024         | 2025            |

## Personaggi e interpreti

### Personaggi principali
- Daryl Dixon (stagione 1-in corso), interpretato da Norman Reedus, doppiato da Francesco Pezzulli.
Un abile cacciatore di Alexandria, membro originario del gruppo formatosi ad Atlanta assieme a Rick Grimes e successivo componente delle forze armate del Commonwealth. Si risveglia in Francia dopo aver oltrepassato l'Oceano Atlantico e deve capire come tornare a casa, ma ancor prima il motivo per cui si trova in quel posto.
- Isabelle Carrière (stagioni 1-2), interpretata da Clémence Poésy, doppiata da Sabine Cerullo.
Caparbia suora di un gruppo religioso progressista che incontra Daryl al suo arrivo in Francia.
- Laurent Carrière (stagioni 1-2), interpretato da Louis Puech Scigliuzzi, doppiato da Ciro Clarizio.
Giovane ragazzo estremamente intelligente, considerato da un gruppo religioso come il futuro Messia destinato a condurre l'umanità a un rinnovamento.
- Sylvie (stagioni 1-2), interpretata da Laïka Blanc-Francard.
Suora loquace e amica di Isabelle. Sylvie era una studentessa al convento quando iniziò l'apocalisse e fu cresciuta dalle suore, dopo che i suoi genitori morirono durante l'epidemia iniziale.
- Marion Genet (stagioni 1-2), interpretata da Anne Charrier, doppiata da Claudia Razzi.
Leader di Pouvoir des Vivants (potere dei viventi), un gruppo paramilitare di sopravvissuti in Francia.
- Stéphane Codron (stagioni 1-2), interpretato da Romain Levi, doppiato da Gabriele Sabatini.
Guerriero di alto rango di Pouvoir che insegue Daryl per la morte del fratello.
- Quinn (stagione 1), interpretato da Adam Nagaitis, doppiato da Francesco Venditti
Ex fidanzato di Isabelle e proprietario britannico del Demimonde, un nightclub sotterraneo di Parigi.
- Carol Peletier (stagione 2-in corso, guest star stagione 1), interpretata da Melissa McBride, doppiata da Michela Alborghetti.
Temprata sopravvissuta ed ex membro del gruppo di Rick Grimes che inizia a cercare Daryl negli Stati Uniti dopo aver perso i contatti con lui.
- Losang (stagione 2, guest star stagione 1), interpretato da Joel de la Fuente, doppiato da Roberto Certomà.
Leader americano dell'Union de L'Espoir (Unione della speranza), una rete di resistenza che lavora contro Pouvoir dal loro insediamento principale di Mont-Saint-Michel, chiamato il Nido.

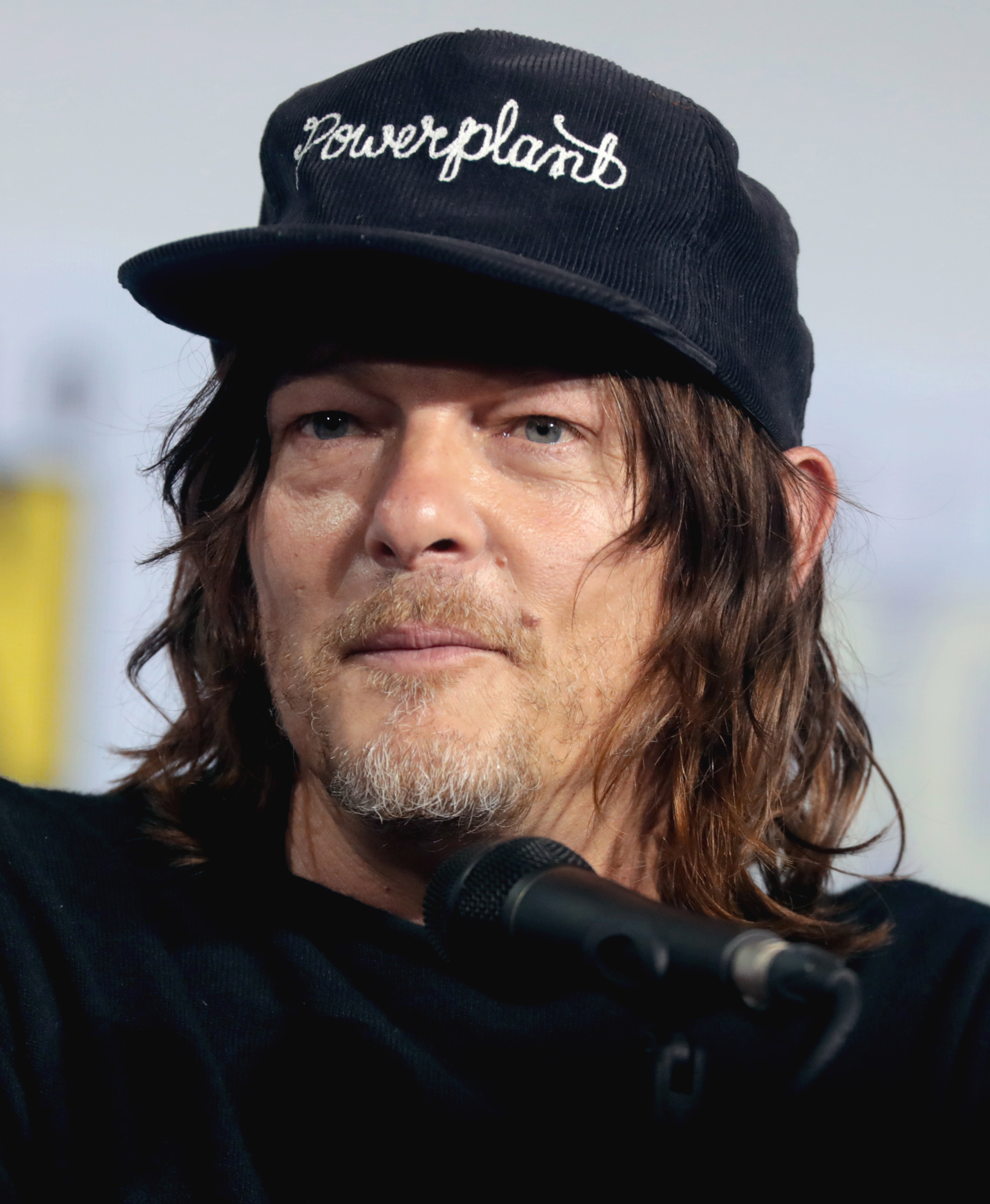
Norman Reedus
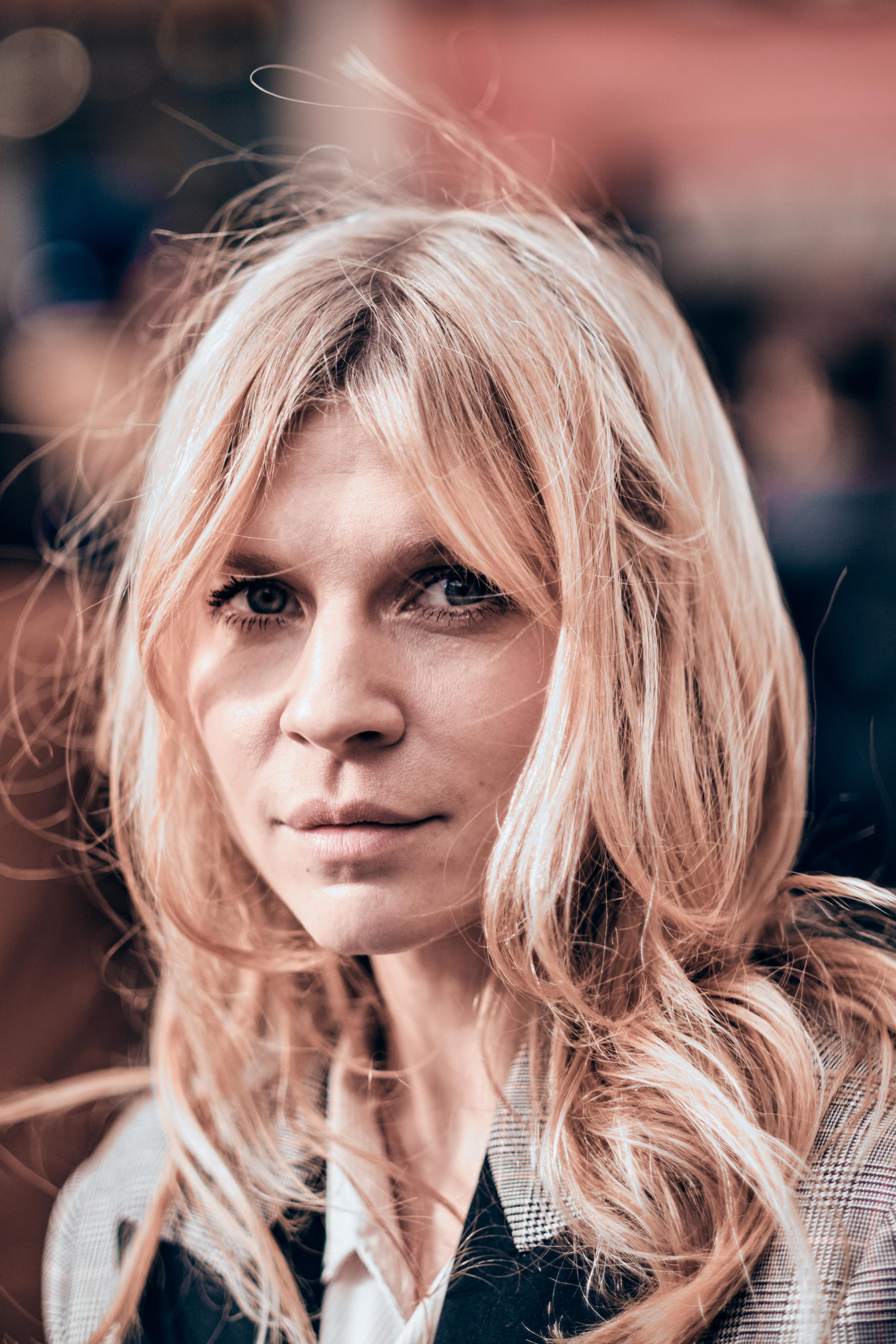
Clémence Poésy
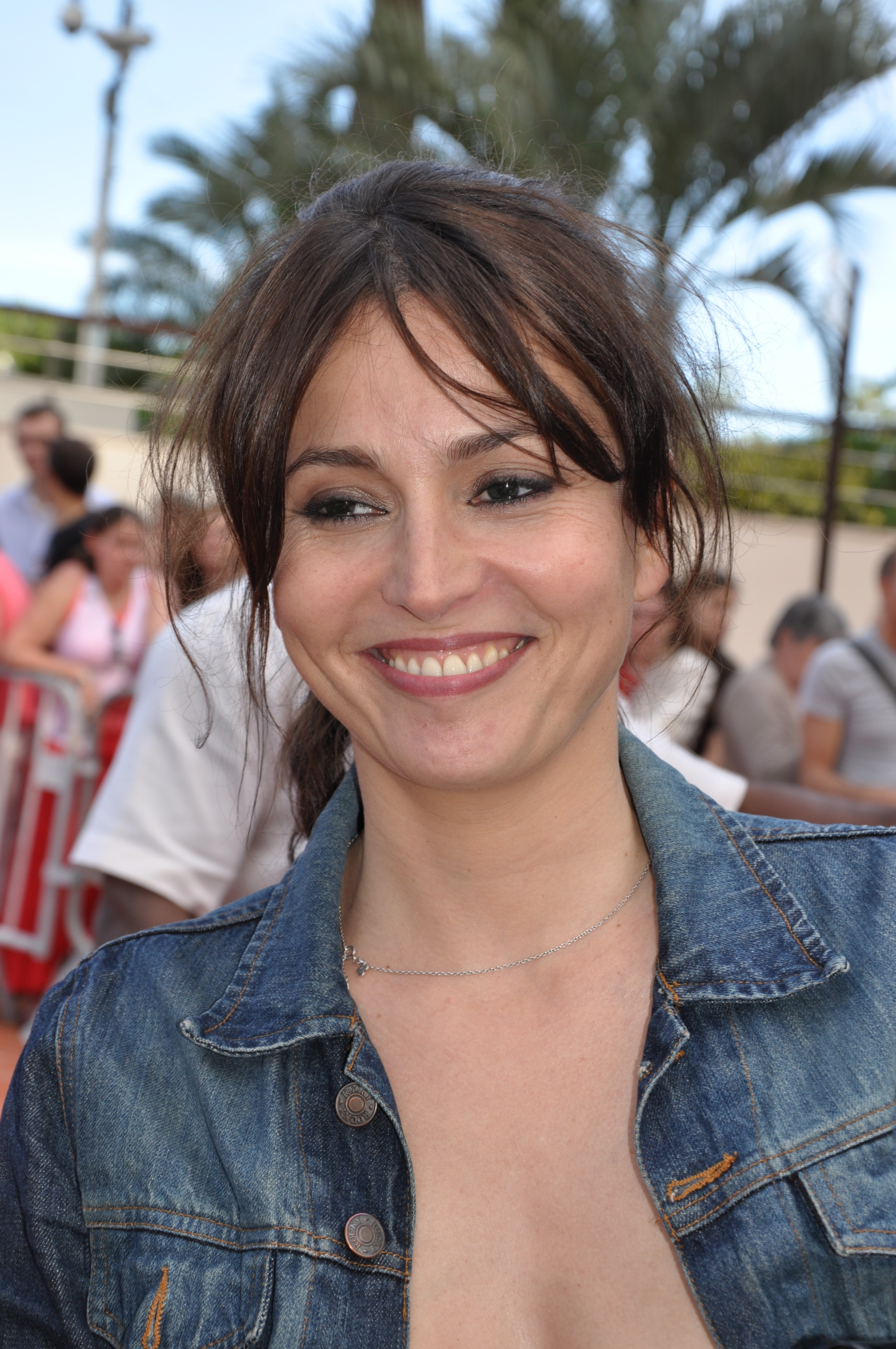
Anne Charrier
Adam Nagaitis
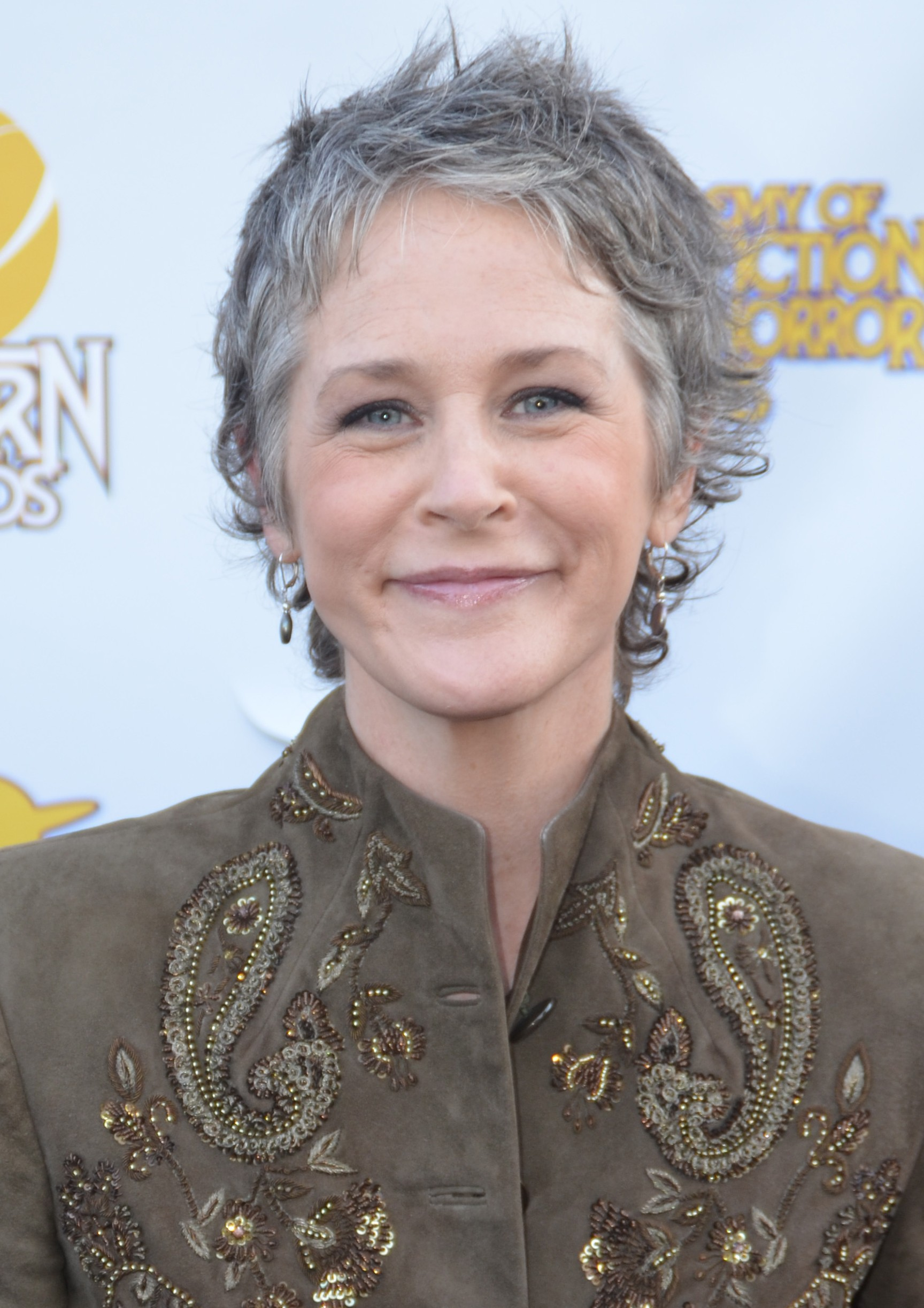
Melissa McBride

### Personaggi secondari
- Dott. Lafleur (stagioni 1-2), interpretato da François Delaive.
Capo ricercatore di Pouvoir che sperimenta sui vaganti, portando alla creazione di temibili varianti.
- Fallou Boukar (stagioni 1-2), interpretato da Eriq Ebouaney, doppiato da Alessandro Ballico.
Capo di una piccola comunità di Parigi e parte dell'Union de L'Espoir.
- Émile Thibault (stagioni 1-2), interpretato da Tristan Zanchi.
Giovane membro della comunità di Fallou e interesse amoroso di Sylvie.
- Anna Valery (stagioni 1-2), interpretata da Lukerya Ilyashenko, doppiata da Tiziana Avarista.
Cantante russa al Demimonde e fidanzata di Quinn.
- Ash Patel (stagione 2), interpretato da Manish Dayal, doppiato da Daniele Raffaeli.
Pilota di aeroplani che incontra Carol durante la ricerca di Daryl.
- Jacinta (stagione 2), interpretata da Nassima Benchicou, doppiata da Flavia Altomonte.
Seconda in comando di Union de L'Espoir, leale a Losang.
- Sabine (stagione 2), interpretata da Tatiana Gousseff.
Vice di Pouvoir.

### Guest star
- Véronique (stagione 1), interpretata da Catherine Arditi, doppiata da Graziella Polesinanti.
Madre superiora di un convento di suore nella Francia meridionale.
- Lily Carrière (stagione 1), interpretata da Faustine Koziel.
Sorella minore di Isabelle che scopre di essere incinta durante i primi giorni dell'apocalisse a Parigi.
- Lou (stagione 1), interpretato da Kim Higelin, doppiata da Alice Venditti.
Guida di un gruppo di bambini che vivono in una scuola materna abbandonata.
- Antoine (stagione 1), interpretato da Dominique Pinon.
Membro della comunità di Fallou che si prende cura di una colombaia di piccioni viaggiatori.

## Produzione

### Sviluppo
La serie è stata annunciata da Angela Kang e Scott M. Gimple nel settembre 2020. Subito dopo Norman Reedus e Melissa McBride firmarono un contratto per tornare a interpretare i loro personaggi della serie madre: rispettivamente Daryl Dixon e Carol Peletier.
Nell'aprile 2022, Melissa si ritira dal progetto per motivazioni personali, legate all'impossibilità di muoversi da casa per andare a registrare in Europa. A seguito di ciò la serie è stata riscritta per adattarsi a un unico personaggio principale, quello di Daryl. Giorni dopo, Angela lascia il suo ruolo di showrunner, venendo sostituita da David Zabel.
Il 21 luglio 2023 viene annunciato il titolo della serie: The Walking Dead: Daryl Dixon, che avevano però già dichiarato nell'ottobre 2022. Ancor prima della messa in onda della sua prima stagione, nello stesso mese viene rinnovata per una seconda che è sottotitolata The Book of Carol. Il 26 luglio 2024 la serie è stata rinnovata per una terza stagione. Il 25 luglio 2025, durante il San Diego Comic-Con, è stato annunciato che la serie sarebbe terminata con la quarta stagione.

### Sceneggiatura
Nel settembre 2020, Angela Kang viene ingaggiata per la stesura della sceneggiatura, visto il gradimento positivo rivolto dal pubblico per le ultime tre stagioni della serie madre.
Nell'aprile 2022, Angela si ritira dalla posizione di showrunner per via di incongruenze con altri suoi lavori in corso e viene sostituita da David Zabel, che ha lavorato sulla sceneggiatura già scritta, ma da rimodellare solo sul personaggio di Daryl. Nello stesso anno, a settembre, Norman ha dichiarato durante un'intervista con Entertainment Weekly, che la serie prenderà una direzione differente rispetto a quella della serie madre e che i fan avranno modo di vedere il suo personaggio come mai hanno visto prima d'ora.

### Casting
Nel novembre 2022, Clémence Poésy e Adam Nagaitis si aggiungono al cast principale. Nel febbraio 2023, invece, si aggiungono al cast secondario: Anne Charrier, Eriq Ebouaney, Laïka Blanc-Francard, Romain Levi e Louis Puech Scigliuzzi.
Nel giugno 2023, l'attore Jeffrey Dean Morgan, ha fatto intendere ai fan che il personaggio di Melissa McBride potrebbe tornare in qualche modo in dei progetti futuri. Nell'ottobre seguente, al New York Comic Con, è stato confermato il ritorno di McBride nella seconda stagione e nel finale della prima. Nel novembre 2023 Manish Dayal è entrato nel cast ricorrente della seconda stagione.
Nel settembre 2024 Eduardo Noriega, Óscar Jaenada e Alexandra Masangkay sono stati annunciati nel cast principale della terza stagione mentre Candela Saitta e Hugo Arbués in ruoli ricorrenti. Nel mese seguente Stephen Merchant è stato scritturato nel cast. Nel giugno 2025, Greta Fernández, Gonzalo Bouza, Hada Nieto, Yassmine Othman e Cuco Usín sono stati annunciati per essersi uniti al cast ricorrente.

### Riprese
La lavorazione si è svolta a Parigi a partire dal 24 ottobre 2022. Le riprese della seconda stagione sono iniziate in Europa nell'agosto 2023 e sono proseguite durante lo sciopero grazie ad un accordo tra AMC e SAG-AFTRA, concludendosi il 21 dicembre 2023. Le riprese della terza stagione sono incominciate nell'agosto 2024 a Madrid e sono terminate il 13 febbraio 2025. La produzione della quarta e ultima stagione è iniziata nel luglio 2025 in Spagna.

## Promozione
Il primo teaser viene pubblicato il 24 maggio 2023, mentre a luglio viene rilasciato il primo trailer.

## Distribuzione
Negli Stati Uniti la serie ha debuttato il 10 settembre 2023 su AMC. In Italia è trasmessa su Sky Atlantic dal 2 giugno 2025. La seconda stagione è stata trasmessa dal 29 settembre 2024 e in Italia dal 23 giugno 2025.
La terza stagione andrà in onda dal 7 settembre 2025 mentre in Italia dal giorno seguente.

### Edizione italiana
La direzione del doppiaggio è a cura di Roberto Gammino, su dialoghi di Emanuela D'Amico, per conto di CDC Sefit Group.

## Accoglienza

### Critica

#### Stagione 1
La prima stagione ha ricevuto recensioni generalmente positive dalla critica. Rotten Tomatoes riporta il 81% delle recensioni professionali positive, con un voto medio di 7,20 su 10 basato su 38 critiche. Il consenso critico del sito web indica: «Incentrata sul personaggio preferito dai fan di Norman Reedus in una nuova ambientazione, Daryl Dixon è un colpo tremolante di balestra ma da ancora ai fedeli di The Walking Dead molto di più su cui riflettere.» Metacritic, invece, ha assegnato un punteggio di 70 su 100 basato su 14 recensioni, indicando "recensioni generalmente favorevoli".
David Opie di Digital Spy ha assegnato un punteggio di 4/5 definendolo: «Il miglior Walking Dead da anni". Chase Hutchinson di Collider ha attribuito un voto "B" e ha applaudito l'«interpretazione stoica» di Norman Reedus che ha «rinnovato l'energia al personaggio e rendendo questo spin-off degno di essere visto» e la serie «si focalizza più sul personaggio e l'emozione piuttosto che sulla vana rappresentazione, dando alla storia un maggiore senso di intensità.» Aaron Pruner di TheWrap ha conferito una recensione positiva notando la «straordinaria interpretazione» di Clémence Poésy e concludendo che «è incredibilmente stupenda, commovente e avvincente da guardare. Norman Reedus disse che stavano facendo dell'arte con questa serie. E sapete cosa? Non stava mentendo.»

#### Stagione 2
La seconda stagione ha ricevuto recensioni generalmente positive dalla critica. Rotten Tomatoes riporta il 75% delle recensioni professionali positive basato su 12 critiche. Il consenso critico del sito web indica: «Riportare Carol a casa taglia alcuni degli elementi che hanno reso questo spin-off di The Walking Dead unico, ma avendo Norman Reedus e Melissa McBride condividere di nuovo lo schermo sarà sempre una sorpresa.» Metacritic, invece, ha assegnato un punteggio di 62 su 100 basato su 7 recensioni, indicando "recensioni generalmente favorevoli".

## Riconoscimenti
- 2025 – Saturn Award[38]
  - Candidatura alla miglior serie televisiva horror
  - Candidatura al miglior attore in una serie televisiva a Norman Reedus
  - Candidatura alla miglior attrice in una serie televisiva a Melissa McBride
  - Candidatura al miglior giovane attore in una serie televisiva a Louis Puech Scigliuzzi